# The Ethical Slut
The Ethical Slut és un llibre d'assaig de l'educadora sexual Janet W. Hardy i la psicoterapeuta Dossie Easton. La primera edició es va publicar als Estats Units d'Amèrica el 1997. Es tracta d'una guia sobre la llibertat sexual, les múltiples formes de relacionar-se i d'explorar la sexualitat, així com una invitació a conèixer i practicar el poliamor de manera responsable i considerada.
El llibre inclou teoria sobre les relacions afectivosexuals poliamoroses i recomanacions per a portar-les a la pràctica. Així mateix, empra paraules considerades obscenes, com puta, merda, polla i cony, que tenen un sentit renovat, amb una funció creativa, performativa, normalitzadora i teoritzadora.

## Argument
El llibre ofereix una àmplia visió sobre les relacions no-monògames, sempre considerant la monogàmia com una opció més igual de vàlida. Les autores recalquen la importància de la comunicació i la cura cap a la parella o parelles, ja siguin casuals o amb compromís. Advoquen per trencar amb la idea de l'economia de l'escassetat, que considera l'amor i la intimitat com un recurs escàs, i que porta a la por i possessivitat en les cites, el sexe i les relacions.
Es posa en relleu la funció de la performativitat en la creació d'una identitat promíscua, s'explica com afrontar els reptes de les relacions poliamoroses, com treballar la gelosia i la inseguretat, així com aprendre a comunicar les emocions i gestionar els conflictes de manera efectiva. Les autores expliquen pràctiques sexuals no-monògames, com el sexe grupal, el sexe en públic, o consells sobre com dur a terme un intercanvi de parella, obrir les relacions o saber com demanar el que es vol durant les relacions sexuals.
El llibre conclou amb un manifest sobre la promiscuïtat on les autores remarquen el seu punt de vista i reivindiquen el paper de la promiscuïtat en l'amor lliure.

## Edicions
La segona edició del llibre es va publicar el 2009 amb contingut addicional, una estructura renovada i un nou subtítol ('Una guia pràctica cap al poliamor, les relacions obertes i altres aventures'). Les autores van ampliar la informació amb fragments sobre experiències que havien viscut elles mateixes o havien tractat en les seves sessions terapèutiques. També, van afegir exercicis per augmentar la claredat i verificar que se segueix el contingut mentre es llegeix, així com nova informació sobre les comunitats poliamoroses a Internet. La tercera edició, publicada el 2017, va incloure reptes culturals com la diversitat de gènere i les aplicacions tecnològiques de cites.
- 1a edició. The Ethical Slut: A Guide to Infinite Sexual Possibilities, 1997.
- 2a edició. The Ethical Slut: A Practical Guide to Polyamory, Open Relationships & Other Adventures, 2009.
- 3a edició. The Ethical Slut: A Practical Guide to Polyamory, Open Relationships and Other Freedoms in Sex and Love, 2017.